# Floups
Les Floups sont une population d'Afrique de l'Ouest vivant en Basse-Casamance (Sénégal), sur la rive gauche du fleuve Casamance, ainsi qu'en Guinée-Bissau. Ils font partie du groupe des Diolas.

## Ethnonymie
Selon les sources et le contexte, on rencontre différentes formes : Feloup, Felupe, Floup, Flup, Fulup, Huluf, Karon, Uluf.

## XIXesiècle
En 1878, les Floups du Jufunco furent opposés aux Portugais en Guinée-Bissau, cette bataille fut une victoire pour les Floups.